# Az afrikai nő
Az afrikai nő Giacomo Meyerbeer utolsó, posztumusz elkészített és bemutatott operája. A darab bemutatására egy évvel a szerző halála után, 1865-ben került sor Párizsban, a Grand Opéra virágzásának a végén.

## Az opera szövegkönyve és keletkezésének története

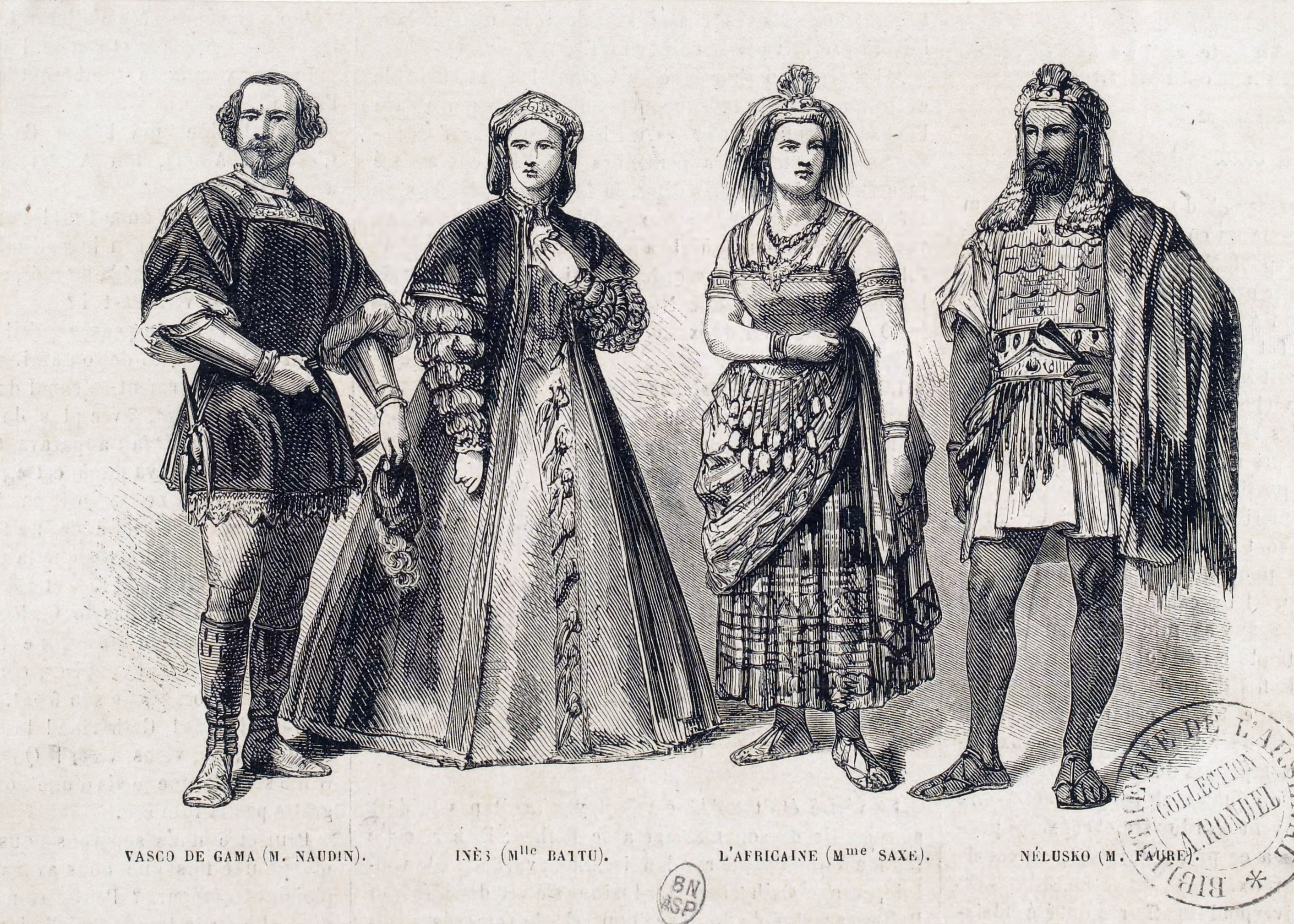
A négy főszereplő az ősbemutatón

A szövegkönyvíró Eugène Scribe a történelmi valóságot ez esetben is olyan szabadon kezelte, mint A próféta librettójában. Az opera tulajdonképpen a nagy portugál felfedezőről Vasco da Gamáról szólna, csakhogy a felfedező kalandjaiból a szenvedély drámája lett Selica, az afrikai nő mellett. A történet tele van ellentmondásokkal. Selica egy hindu nő, mégis afrikai, Don Pedro nem ért a tengerészethez, mégis egy hajóhad parancsnoka lett. A legvalószínűtlenebb tényező mégis a darab végén megjelenő mérgező illatú fa. Ezt az ötletet honnan vehette Scribe?
A szövegkönyvet 1837-ben kapta kézhez a szerző és a zene első változat feltehetőleg már 1840-ben kész volt, de Meyerbeer nem volt megelégedve a partitúrával, és félretette. 1851-ben aztán újra elővette a darabot és halála évéig szinte az egész darabot újraírta. Az egyes zenei részek összeállítását azonban már nem tudta elvégezni. Ezt a munkát F. J Fétis végezte el. Az első bemutatót 1840-re tervezték, de a szereposztási nehézségek miatt leállt a munka. Az egzotikus történet eleinte nem is volt történelmi vonatkozású, az 1851-től újrainduló munkálatok következtében Scribe is átírta.

## Az opera szereplői és helyszínei
| Szereplő                                   | Hangfekvés   |
| ------------------------------------------ | ------------ |
| Inez, Don Diego lánya                      | szoprán      |
| Anna                                       | szoprán      |
| Selica, rabnő                              | mezzoszoprán |
| Vasco da Gama, tengerész tiszt, felfedező  | tenor        |
| Don Alvaro, a tanács tagja                 | tenor        |
| Nelusco, rabszolga                         | bariton      |
| Don Pedro, a portugál kormánytanács elnöke | basszus      |
| Don Diego, admirális                       | basszus      |
| Főinkvizítor                               | basszus      |
| A brahmanok főpapja                        | basszus      |

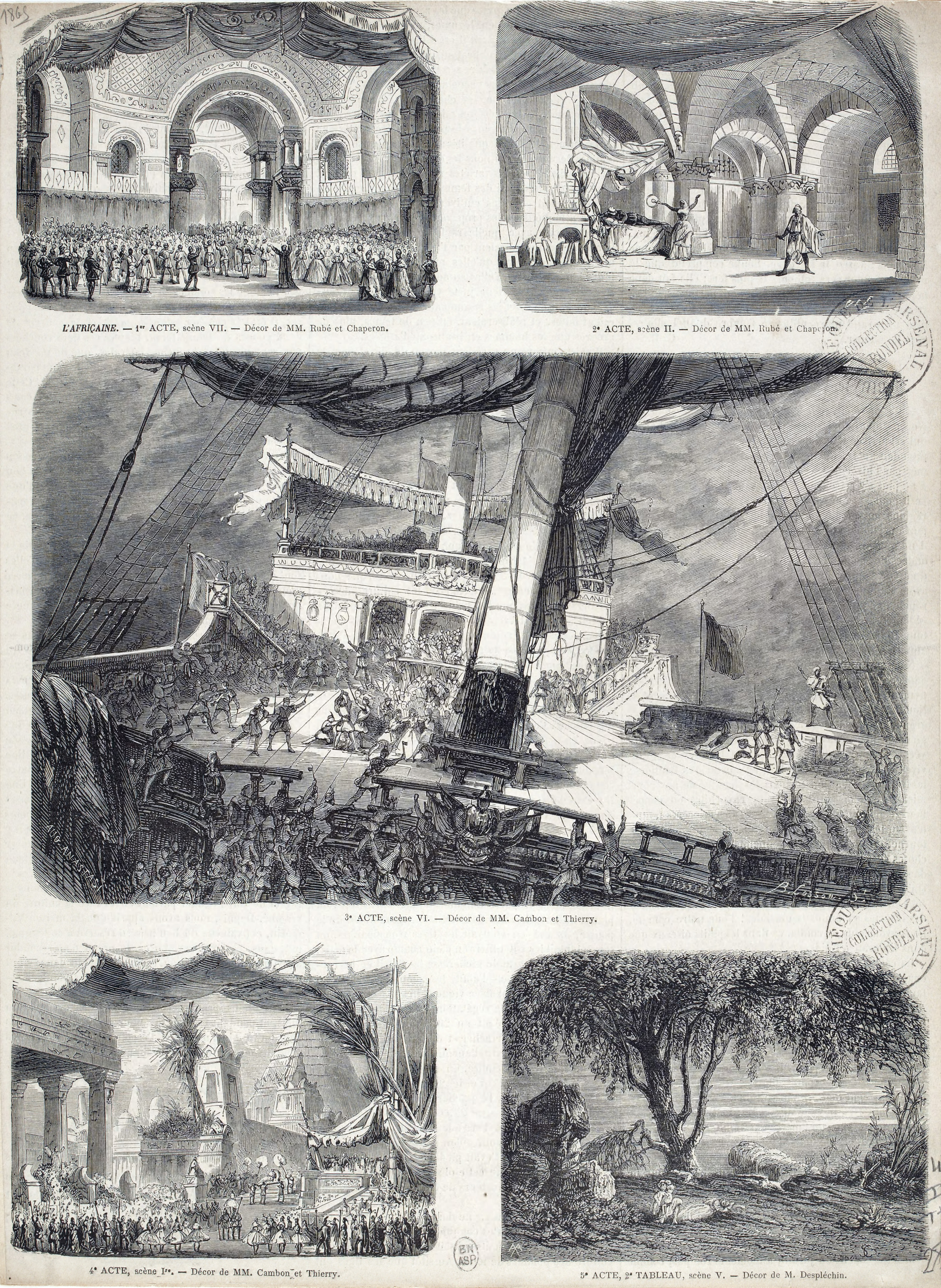
Az ősbemutató díszletei

- Történik: Lisszabonban, egy tengeri hajón és Afrikában, a XVI. század végén
- Helyszínek: 1. felvonás: Az admirális lisszaboni palotájának egyik terme, 2. felvonás: egy börtön cella, 3. felvonás: Pedro hajójának fedélzete, 4. felvonás: Madagaszkár, V. felvonás: Slica kertje

## Az opera cselekménye

### I. felvonás
Ines híreket vár szerelméről, Vasco da Gamáról, aki Bartolomeu Dias hajóhadához csatlakozott, hogy megkeresse az Indiába vezető hajóutat.
Don Diego érkezik Don Pedro társaságában. A felfedező halál hírét hozzák és egyúttal határoznak Ines további sorsafelől is: legyen Don Pedro jegyese ezentúl. Ines elsiet, a tanács tagjai bevonulnak. Azt kell eldönteniük, hogy kell-e segítség Diaznak? Don Alvaro meghozza a legújabb híreket, miszerint Diaz hajóhada elpusztult, csak egy tiszt élte túl a katasztrófát. Vasco da Gama az, aki máris új hajóflottát kér, és benyújt egy tervezetet az expedícióról. Alvar Vasco mellé áll, Don Pedro kilopja az egyik térképet Gama emlékiratából. A tanács leszavazza Vasco tervét, aki erre olyan hangosan kifakad ellenük, hogy örökös rabságra ítélik.

### II. felvonás
Vasco da Gama az inkvizíció börtönében alszik, egyetlen társasága Selica, az Indiából magával hozott rabnő. Vasco álmában Inesről beszél. Nelusco lopódik be, a felfedező rabszolgája. Észreveszi, hogy Selica beleszeretett a hajósba. Selica annak a földnek a királynője, ahonnan Nelusco is származik. A fiú bosszút forral, és meg akarja ölni gazdáját, de Selica közbeveti magát. Nelusco meghajol királynője akarata előtt. Felébresztik Vascót és elárulják neki a hazájukba vezető utat. Közben Ines és Pedro lépnek a tömlöcbe. Vasco szabadon távozhat, de Ines férje és az új expedíció vezetője Pedro lesz. Nelusco, mint kormányos felajánlja szolgálatait, Vasco egyből átlátja a helyzetet: Pedro az ő kárán akar hírnevet szerezni magának.

### III. felvonás
Pedro hajójának a fedélzetén matrózok és asszonyok imádkoznak. Alvaro óvatosságra inti Pedrót Neluscót illetően, de az bízik kormányosában. Közben tudomásukra jut, hogy egy portugál hajó követi őket. Vascót Pedro elé vezetik. A felfedező látja, hogy Nelusco zátonyra kormányozza a hajót, de a parancsnok nem hisz neki, láncra vereti. A zátonyra futott hajót elözönlik a hinduk (Afrikában!) és térdre borulnak királynőjük előtt. Selica szabadon engedi Vascót.

### IV. felvonás
Selica látványos diadalmenettel tér vissza trónjára. A brahmanok főpapja megesketi a királynőt, hogy valamennyi európait ki fogja végeztetni. De a királynő Vascót megmenti, és a férjévé fogadja. Selica azután kész szabadon engedni a hajóst, akit annyira meghatott megmentője tette, hogy kész lenne igazi férjévé válni. De amint meghallja Ines hangját kiszakítja magát a királynő öleléséből.

### V. felvonás
Vasco és Ines Selica előtt vannak kihallgatáson. A királynő parancsba adja, hogy szereljenek fel számukra egy hajót. Nelusco feladata a szerelmesek útnak indítása. Ő addig kertjében, a halálos illatú manzanillofa árnyékában várja alattvalóját. A távozók után néz, és búcsúzik az élettől. Szerelme nélkül nem látja értelmét élete folytatásának. Búcsúáriája az egész mű csúcspontja. Nelusco érkezik és jelenti, hogy a szerelmesek már úton vannak Portugália felé. A királynő holtan esik össze a mérgező fa illatától.

## Az opera zenéje
Mindenki izgatottan várta a több mint 20 éven át érlelt művet. Az ősbemutatónak nagy sikere volt, de hamar megjelentek az első elmarasztaló kritikák is. A szerző képzeletvilága szegényes, a zenén a fáradtság jelei mutatkoznak. Mint minden Meyerbeer-mű, Az afrikai nő is a végletek között mozog: nagyon jól megformált és felépített részletek váltakoznak kiagyalt, mesterkélt jelenetekkel. A darab tele van tűzdelve zenei közhelyekkel, rutin zenei részletekkel.
Ennek ellenére a mű felépítése mesterire sikerült. Úgy tűnik, hogy a szerző a komponálása közben elsősorban mesterségbeli tudására, nem pedig érzelmeire hagyatkozott. Ez sokat segített az operán. Meyerbeer érdeme, hogy a sokszor valószínűtlen cselekmény valós ábrázatot öltött a végső megformálásban. Újdonság a szerző stílusában a gyakran kíséret nélküli énekszólam -vezetés (a capella). Az egész történeten átível egy emlékeztető motívum, de ennek használata nem rendszeres.

## Az opera ismertebb részletei
- "Sur mes genoux, fils du Solei" – Selica II. felvonásbeli áriája
- "Adamastor, roi des vagues profondes" – Nelusco III. felvonásbeli áriája
- "Pays merveilleux! … Oh Paradis" – Vasco da Gama IV. felvonásbeli áriája (olasz szöveggel is tenorsláger: "O paradiso sorti de l’onde")

## Diszkográfia
Martina Arroyo (Szelika), Giorgio Casellato Lamberti (Vasco da Gama), Sherrill Milnes (Nelusko), Alexander Malta (Don Pedro) stb.; a Bajor Rádió Ének- és Zenekara, vez.: Gerd Albrecht (München, 1977) Myto 3 MCD 011.235 [stúdió minőségű élő felvétel]

## Külső hivatkozások
- Az opera szövegkönyve magyarul